# Pon de Replay
Låten Pon de Replay släppte Rihanna som sin allra första singelskiva den 22 augusti 2005; den blev en stor internationell hit. På Sverigetopplistan listas singeln som "featuring Elephant Man". Han medverkar på remixen av Pon de Replay.
Låten finns med i filmen Bring It On: All or Nothing där Rihanna även är gästskådespelare.